# Кочевски партизански одред
Кочевски народноослободилачки партизански одред формиран је крајем јуна 1942. године од Другог и Трећег батаљона Нотрањског НОП одреда. Половином јила имао је три батаљона. Био је у саставу Треће групе НОП одреда и дејствовао је на подручју Кочевске крајине, Велике горе, Лошког потока и Лошке долине. У јулу бројно стање одреда кретало се од 800 до 1000 бораца. У Рошкој офанзиви под ударом италијанских снага, настало је осипање одреда. Кад је у септембреу 1942. године формирана Трећа словеначка бригада Иван Цанкар, у њен састав ушао је Први батаљон Кочевског одреда, а борци Другог батаљона одреда укључени су у јединице Западнодолењског НОП одреда и Другу словеначку бригаду Љубо Шерцер, а Трећи батаљон дао је језгро за формирање Лошког НОП одреда. Септембра 1943. био је формиран нови Кочевски НОП одред, јачине три батаљона са 485 бораца, који је већ у октобру престао да постоји. Поновно је формиран 14. маја 1944. у селу Мозељу код Кочевја, од Првог батаљона Белокрањског НОП одреда (у саставу Седмог корпуса), али је 21. јула расформиран, а његово људство ушло у састав Белокрањског одреда.

## Борци одреда
Неки од бораца одреда били су:
- Антон Маринцељ, командант Другог батаљона
- Јоже Клањшек, командант одреда током 1942.
- Цвето Мочник, политички комесар одреда